# LSV Pardubitz
Der Luftwaffen Sportverein Pardubitz war ein kurzlebiger Sportverein im Deutschen Reich in der damals Pardubitzgenannten heutzutage tschechischen Stadt Pardubice. Nach dem Ende des Krieges wurde Böhmen wieder ein Teil von Tschechien und der Verein wurde aufgelöst.

## Geschichte

### Fußball
| Liga und Saison               | Platz |
| ----------------------------- | ----- |
| Gauliga Böhmen-Mähren 1943/44 | 6     |

Die Fußball-Abteilung trat das erste Mal zur Saison 1943/44 in der Gruppe Böhmen der Gauliga Böhmen-Mähren an und belegte dort den fünften Platz.
Zur Saison 1944/45 wurden die Vereine in nun drei Gruppen eingeteilt, die SG blieb dabei in der Gruppe Böhmen. Durch das Voranschreiten des Zweiten Weltkriegs konnte aber kein Spielbetrieb mehr aufgenommen werden.

### Handball
Die Handballer des LSV waren in der Saison 1942/43 zusammen mit der SG Prag Anwärter auf die Meisterschaft. Die Entscheidung darüber fiel dann am Sonntag, den 11. April 1943. Das Spiel um die Sudeten-Meisterschaft fand in Komotau statt. Eine Viertelstunde vor Schluss stand es noch 7:7, dann setzte sich aber die Mannschaft aus Prag durch und siegte damit über den LSV mit 13:7.

## Statistik

### Fußball
Aus der Saison 1943/44 sind noch folgende Ergebnisse überliefert.
| Datum             |               | Ergebnis |                |
| ----------------- | ------------- | -------- | -------------- |
| 20. Juni 1943     | SG Prag       | 7:1      | LSV Pardubitz  |
| 21. November 1943 | LSV Pardubitz | 3:2      | LSV Prag-Gbell |
| 23. Januar 1944   | LSV Pardubitz | 3:1      | DSV Brünn      |